# دردار أبيض الثمار
دردار أبيض الثمار (الاسم العلمي:Ulmus leucocarpa) هو نوع نباتي يتبع جنس الدردار من فصيلة الدردارية.